# اوکی، کوئینزلند
اوکی (به انگلیسی: Oakey) یک شهرک در استرالیا است که در کوئینزلند واقع شده‌است.